# فارس كادوش

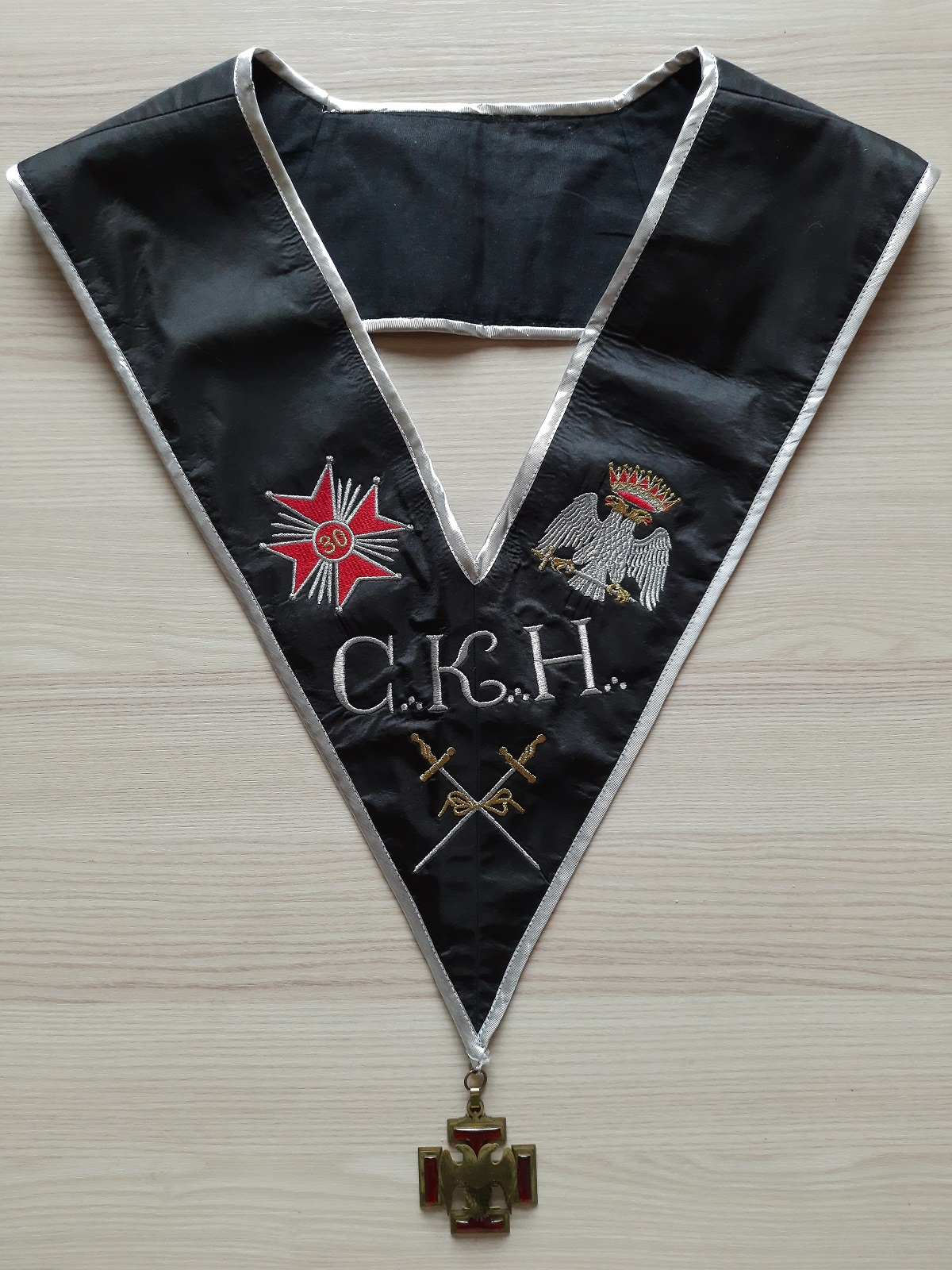

فارس كادوش (بالإنجليزية: Knight Kadosh)‏ أحد درجات الماسونيّة , تؤدى من خلال طقوس أسكتلنديّة قديمة مقبولة لدى الماسونيين
كلمة قادوش اشتُقّ من العبريّة من كلمة (بالعبرية: קדוש) وتعني المُقدس أو القدّيس.
هذه الدّرجة تحاول تعليم عدد من الدروس الأخلاقيّة , من خلال الرمزيّة, فمثلًا الدّرس الذي يحاولون تعليمه في الولايات المُتحدّة لهذه الدّرجة هو ::
’’ إن الدرس المستفاد من هذه الدرجة هو أن نكون صادقين مع أنفسنا ، و الوقوف على ما هو حق وعادل في حياتنا اليوم . الإيمان بالله و الوطن و أنفسنا ’’
درجة Kadosh , عُرِفت بإثارتها للجدل , لأنّها مُناهضة للكاثوليكية.